# Effroi (film)
Pour les articles homonymes, voir Effroi et Fear No Evil.
Pour plus de détails, voir Fiche technique et Distribution.
Effroi (Fear No Evil) est un film américain d'horreur réalisé par Frank LaLoggia et sorti en 1981

## Synopsis
Un lycéen se révèle être l'incarnation de Lucifer. Deux anges, ayant pris forme humaine féminine, l'affrontent.

## Fiche technique
- Titre original : Fear No Evil ; Mark of the Beast (titre alternatif)
- Titre français : Effroi
- Réalisation : Frank LaLoggia
- Scénario : Frank LaLoggia
- Décors : Carl Zollo
- Costumes : Jacqueline Saint Anne
- Photographie : Fred Goodich
- Montage : Edna Ruth Paul
- Musique : Frank LaLoggia, David Spear
- Production : Frank LaLoggia, Charles M. LaLoggia
- Société de production : LaLoggia Productions
- Pays d'origine :  États-Unis
- Langue originale : anglais
- Format : couleur - 35 mm - 1,85:1 - son mono
- Genre : horreur
- Durée : 99 minutes
- Dates de sortie : 
  - États-Unis : janvier 1981
  - France : 24 juin 1981
- Classification : Interdit aux moins de 18 ans lors de sa sortie en France

## Distribution
- Stefan Arngrim : Andrew Williams
- Elizabeth Hoffman : Margaret Buchanan
- Kathleen Rowe McAllen : Gabrielle / Julie
- Frank Birney : le père Daly
- Daniel Eden : Tony
- Paul Haber : Mark

## Distinction
- Saturn Awards 1982 : Meilleur film à petit budget